# 因蘭鎮區 (密歇根州)
因蘭鎮區（英語：Inland Township）是位於美國密歇根州本西縣的一個行政鎮區。

## 地方資料
因蘭鎮區的面積為93.70平方千米，當中陸地面積為92.60平方千米，而水域面積為1.10平方千米。根據2020年美國人口普查的數據，當地共有人口2386人，而人口密度為每平方千米25.46人。